# Кларенс Джон Маккой
Кларенс Джон Маккой (англ. Clarence John McCoy; 1935 — 1993) — американський зоолог, герпетолог. Автор описання нових зоологічних таксонів.

## Біологія
Кларенс Джон Маккой народився 25 липня 1935 року в місті Лаббок, штат Техас, США. Отримав ступінь доктора філософії в університеті Колорадо у 1965 році. У 1972—1993 роках був куратором відділу земноводних та плазунів музею Карнегі у Пітсбурзі. У 1979—1991 роках — голова герпетологічного відділу Пенсильванської біологічної служби.

## Вшанування
На його честь названо вид ящірок Gerrhonotus mccoyi.